# Scott Johnson
Scott Johnson född den 12 juli 1961 i Cincinnati, Ohio, är en amerikansk gymnast.
Han tog OS-guld i lagmångkampen i samband med de olympiska gymnastiktävlingarna 1984 i Los Angeles.